# Bocaneo
Bocaneo es una localidad del estado mexicano de Michoacán. Es parte del municipio de Zinapécuaro.

## Demografía
| Gráfica de evolución demográfica |
|                                  |

| Censo | Población |
| ----- | --------- |
| 1900  | 827       |
| 1910  | 805       |
| 1921  | 736       |
| 1930  | 782       |
| 1940  | 706       |
| 1950  | 1138      |
| 1960  | 1457      |
| 1970  | 1766      |
| 1980  | 1177      |
| 1990  | 2429      |
| 2000  | 2578      |
| 2010  | 2082      |
| 2020  | 2284      |